# Type 98/Type 1 (metralhadora)
As metralhadoras Type 98 e Type 1 foram desenvolvidas para uso aéreo pelo Exército Imperial Japonês e pela Marinha Imperial Japonesa, respectivamente, durante a Segunda Guerra Mundial. Era uma cópia licenciada da metralhadora alemã MG 15. (Observe que as metralhadoras Ho-103 e Ho-104 de 12,7 mm também são conhecidas como "metralhadora Type 1", mas na verdade são uma adaptação de 12,7 mm da metralhadora Browning M1919 em montagens fixas e flexíveis, respectivamente.)

## Instalações

### Exército
- Kawasaki Ki-45
- Kawasaki Ki-48
- Nakajima Ki-49

### Marinha
- Aichi B7A
- Nakajima C6N
- Yokosuka D4Y